# Hōyo (cieśnina)
Cieśnina Hōyo (jap. 豊予海峡 Hōyo-kaikyō) – cieśnina znajdująca się w najwęższej części kanału Bungo w Japonii. Ma ona 14 km szerokości, a głębokość wynosi maksymalnie 195 m.